# Wagneria major
Wagneria major är en tvåvingeart som beskrevs av Charles Howard Curran 1928. Wagneria major ingår i släktet Wagneria och familjen parasitflugor. Inga underarter finns listade i Catalogue of Life.